# 993 هـ
993 هـ هي سنة في التقويم الهجري امتدت مقابلةً في التقويم الميلادي بين سنتي 1585 و1585.

## مواليد
- ابن نغريلة
- خير الدين الرملي
- ملا محمود الفاروقي الجونفوري

## وفيات
- أحمد بن محمد الأردبيلي
- عبد العالي ابن المحقق الكركي